# 유골 (극대후)
유골(劉骨, ? ~ ?)은 전한 후기의 제후로, 치천의왕의 증손이다.

## 생애
아버지 유광창의 뒤를 이어 극후(劇侯)에 봉해졌다.
시호를 대(戴)라 하였고, 아들 유길이 작위를 이었다.

## 출전
- 반고, 《한서》 권15상 왕자후표 上

| 선대 아버지 극효후 유광창 | 전한의 극후 ? ~ ? | 후대 아들 극질후 유길 |